# آندرئاس ملتسر

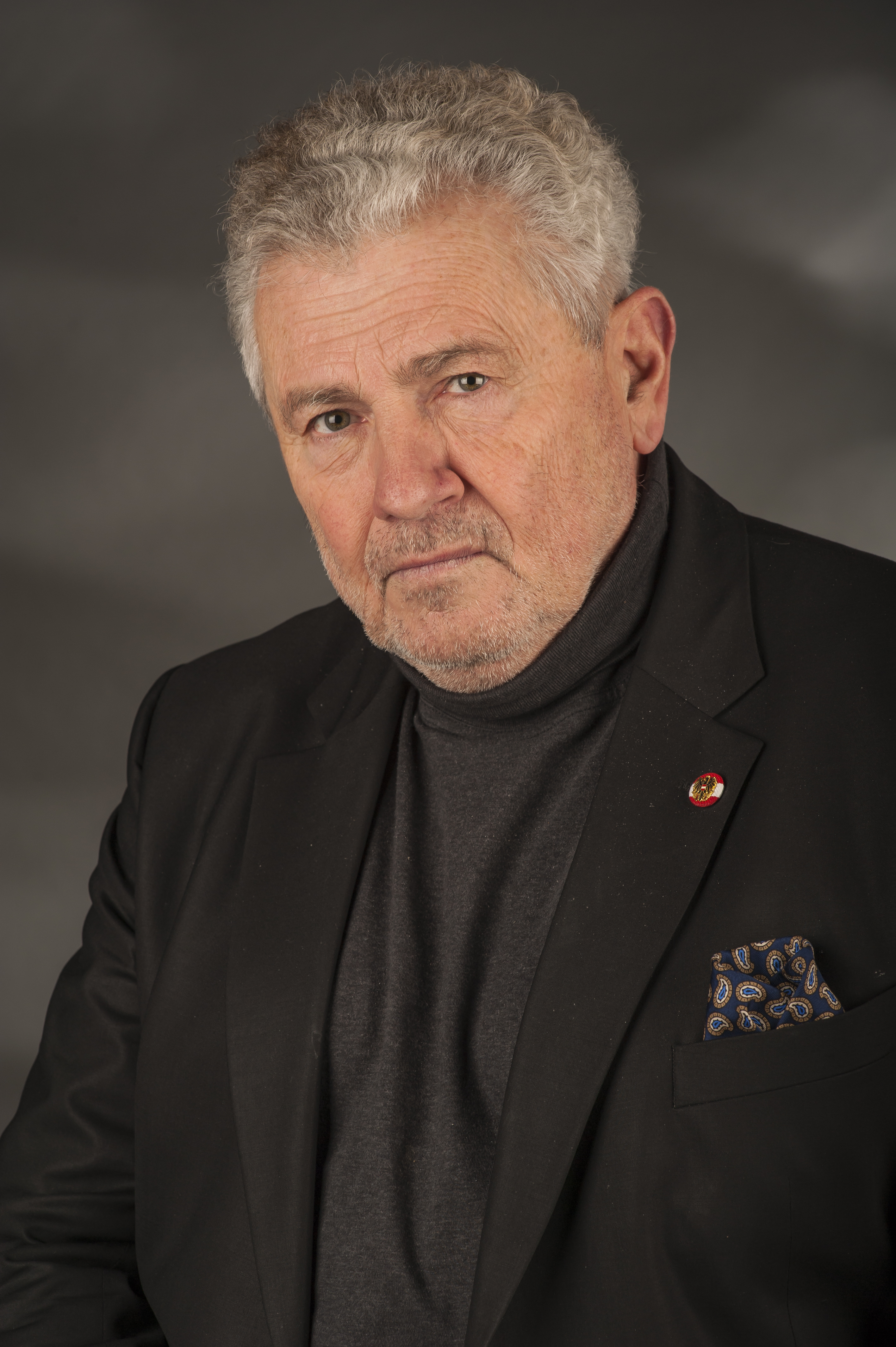

آندرئاس ملتسر (به آلمانی: Andreas Mölzer) (زاده ۲ دسامبر ۱۹۵۲ در لیوبن) نویسنده، روزنامه‌نگار و سیاستمدار اتریشی است.